# Margaret (revista)
Margaret (マーガレット Maagaretto?) es una revista de manga shōjo quincenal que es publicada por Shūeisha, y que tiene como audiencia a chicas de 11 a 15 años de edad. Comenzó a publicarse el 12 de mayo de 1963.
Cuando un manga es serializado en la revista, se recopilan volúmenes en formato tankōbon y son impresos y publicados bajo la marca Margaret Comics, de la misma editorial, al igual que las publicaciones de Bessatsu Margaret. La revista es publicada los días 5 y 20 de cada mes. En 2010 la circulación fue de 95,044 copias.

## Mangakasy series realizadas
- Izumi Aso

-Hikari no Densetsu
-Natural
-Serina Bible
-Natsu no Shinwa
-Matenrou no Tameiki
-Matenrou no Aria
-Keiji Karen - 24ji no Tokai (Detective Karen - City at 24 o'clock)
-Usagi no Rabu Kaado (Love Card of a Rabbit)
-Usagi no Kirameki LOVE (Sparkling Love of a Rabbit)
-Aitsu no Koi Menu (Her Love Menu)
-Osharena Sasupensu (Fashionable Suspense)
-Arimi Sos
-Burakkubaado (Blackbird)
-Lion Dream
-Love shot! Jun
-Tenshi to miru yume
- Kyōko Ariyoshi

-Swan
- Ayumi Komura

-Usotsuki Lily
- Mihona Fujii

-Tokyo Angels
- Aoi Hiiragi

-Yume no Machi: Neko no Danshaku
- Yukari Ichijō

-Yukan Club
- Rei Kaibara, Jun Hasegawa (Art)

-Ginban Kaleidoscope (manga)
- Riyoko Ikeda

-Brother, Dear Brother
-The Rose of Versailles
-Orpheus no Mado
-Claudine (manga)
- Yōko Kamio

-Hana Yori Dango (Boys Over Flowers)
- Satoru Nagasawa

-Maria-sama ga Miteru
- Minami Ozaki

-Bronze: Zetsuai since 1989
-Zetsuai 1989
- Nagamu Nanaji

-Parfait Tic!
- Rin Saitō

-PM 6:00 Studio P
-Tamanegi Nanka Kowakunai!
- Mimi Tajima

-Ichigo Channel
- Rinko Ueda

-Ryo
-Tsuki no Shippo (Tail of the Moon)
-Hadashi de Bara wo Fume
- Sumika Yamamoto

-Ace o Nerae!(Aim for the Ace!)
- Ayane Ukyou

-Desire Climax
- Aya Nakahara

-Lovely Complex
- Hinako Ashihara

-Forbidden Dance
- Mitsuba Takanashi

-Akuma de Sōrō
-Beniiro Hero
- Karuho Shiina

-Kimi ni Todoke